# Planetario Digital José Castro Mendivil
Morro Solar Planetarium eller Planetario Digital José Castro Mendivil ligger i Chorrillos högst upp på Morro Solar, i staden Lima, Peru.

## Historik
Det är det första astronomiska observatoriet i Peru. Det byggdes och leddes av ingenjören Víctor Estremadoyro Robles. Sedan 2010 har det ett digitalt projektionssystem som är ett av de modernaste i landet. Förutom att vara ett museum, presenterar det ämnen relaterade till astronomi såsom teleskop av olika typer och andra astronomiska instrument.

## Planetarium
Limas digitala planetarium består av två våningar. Den första våningen är ett museum där målningar relaterade till ämnena astronomi och astronautik ställs ut, liksom några diorama.
Astronomiska instrument visas från 1800-talet, bland annat författaren Ricardo Palmas teleskop, samt några moderna system.
Några arkeologiska fynd från Ichma-kulturen som hittats i området ställs, liksom ett litet prov av militär utrustning från stillahavskriget som hittats i El Morro och som tjänar som inledning till huvudutställningen.
Ett urval av fossiler (från äldre krita) från området och ett varierat urval av aeroliter som sideriter, octahedriter och breccias som fallit ner på jorden.